# Campionato algerino di calcio
Il campionato algerino di calcio è articolato su tre livelli: il massimo livello nazionale, la  Ligue 1, a cui prendono parte 16 squadre, la seconda divisione, detta Ligue 2, cui prendono parte 16 squadre, e la Ligue Inter-régions, cui partecipano altre 96 squadre suddivise in sei gruppi da 16 compagini ciascuno.

## Struttura
| Livello | Divisioni                                  |
| ------- | ------------------------------------------ |
| 1       | Ligue 1 16 squadre                         |
| 2       | Ligue 2 16 squadre                         |
| 3       | Ligue Inter-régions 96 squadre in 6 gruppi |